# 六甲町
六甲町（ろっこうちょう）は兵庫県神戸市灘区の町名の一つで、同区中西部、辰中（たつなか）町、庄屋町、前手町など5つの地域を合わせて昭和44年（1969年）に成立した。郵便番号：657-0053。

## 地理
東は森後町、南は稗原町、西は南部が千旦通で北部が神ノ木通、北は山手幹線を挟み神前町。東部は東から順に一～二丁目があり、西部は南から順に三～五丁目がある。

## 歴史
旧町名の辰中町は都賀荘中心部のうち辰（東から南へ30°）の方向に位置し、元は中ノ道・稗原などの小字があった。庄屋町は中心部に属し、前手町はその荘官屋敷の前の道を意味した。

## 人口統計
令和2年国勢調査（2020年10月1日）における世帯数974、人口1,733で内男性756人・女性977人。